# Deutscher Asphaltverband
Der Deutsche Asphaltverband (kurz DAV) ist ein Interessenverband der Asphaltindustrie in Deutschland. Er setzt sich für den Baustoff Asphalt und die Asphaltbauweise ein, informiert in Veranstaltungen, Schulungen sowie Publikationen und arbeitet an der Entwicklung von nationalen und europäischen Normen mit. Der 1972 gegründete Verband zählt rund 300 Mitglieder, hat seinen Hauptsitz in Bonn und besitzt eine Geschäftsstelle in Berlin.

## Tätigkeiten
Nach eigener Darstellung ist der Deutsche Asphaltverband ein Zusammenschluss der Asphaltindustrie in Deutschland und vertritt deren Interessen in Bezug auf die Asphaltbauweise von der Herstellung bis zum Ausbau und zur anschließenden Wiederverwertung. Er sieht sich als Ansprechpartner für die Asphaltindustrie sowie für Straßenbauverwaltungen und informiert seine Mitglieder und die Öffentlichkeit über den Baustoff Asphalt und die Asphaltbauweise durch verschiedene Veranstaltungen, Broschüren und das Internet. Zudem organisiert der Verband Schulungen und Fortbildungen insbesondere für Mitarbeiter von Mitgliedsfirmen, Straßenbauverwaltungen und Ingenieurbüros, um deren Wissen auf dem neuesten Stand zu halten. Ein wichtiges Ziel ist es außerdem, das Qualitätsniveau auf nationaler Ebene zu sichern und auszubauen sowie an der Entwicklung von deutschen und europäischen Produkt-, Prüf- und Qualitätsnormen mitzuwirken. Der Verband fördert die Wiederverwendung von Ausbauasphalt und vertritt und koordiniert die Interessen seiner Mitglieder in nationalen und europäischen Normungsgremien (beispielsweise bei der Forschungsgesellschaft für Straßen- und Verkehrswesen, beim Deutschen Institut für Bautechnik und im Verein Deutscher Ingenieure). Zudem arbeitet der Verband mit dem Deutschen Asphaltinstitut zusammen, um neue Entwicklungen in der Asphaltbauweise voranzutreiben. In technischer, wirtschaftlicher und werblicher Hinsicht setzt sich der Verband für den Baustoff Asphalt und die Asphaltbauweise ein. In Zusammenarbeit mit dem Deutschen Asphaltinstitut (DAI) werden regelmäßig die Deutschen Asphalttage und das Asphaltseminar veranstaltet. Insbesondere die Deutschen Asphalttage haben sich mit rund 1100 Teilnehmern (2024) zum Gipfeltreffen der Asphaltbranche in Deutschland entwickelt.

## Eigene Mitglieder
Der Verband hat (Stand Juni 2022) bundesweit mehr als 300 Mitglieder. Zum einen sind dies Unternehmen, die Asphalt herstellen und einbauen (wie beispielsweise Eurovia Deutschland, Max Bögl und Leonhard Weiss). Zum anderen handelt es sich um Firmen aus der Maschinen- und Baustoffindustrie (wie etwa Volvo Construction Equipment, Zeppelin Baumaschinen und Joseph Vögele). Darüber hinaus zählen eine Vielzahl von Prüfinstitute bzw. Labore zu den Mitgliedern.

## Mitgliedschaften bei anderen Vereinigungen
Gemäß Lobbyregister des Bundestages ist der Deutsche Asphaltverband zum einen Mitglied beim Hauptverband der Deutschen Bauindustrie und zum anderen beim Verein zur Förderung der Normung im Bereich Bauwesen. Darüber hinaus besteht eine Mitgliedschaft bei Pro Mobilität, der Fördergemeinschaft für umweltgerechte Straßen-und Verkehrsplanung (finanziert den Lobbyverband Gesellschaft zur Förderung umweltgerechter Straßen- und Verkehrsplanung) und der Forschungsgesellschaft für Straßen- und Verkehrswesen. Im Weiteren gehört der Verband zum europäischen Dachverband European Asphalt Pavement Association (EAPA).

## Lobbyismus und Kritik
Neben der direkten Lobbyarbeit setzt sich der Verband durch die finanzielle Unterstützung von Straßenbauverbänden auch indirekt für mehr Investitionen in den Straßenbau ein. So finanziert der Deutsche Asphaltverband beispielsweise den Verein Pro Mobilität oder die Gesellschaft zur Förderung umweltgerechter Straßen- und Verkehrsplanung und fördert damit auf indirektem Wege den für seine Mitglieder gewinnbringenden Bau von Straßen.

## Publikationen
Vom Verband werden verschiedene Publikationen herausgegeben. Dazu gehören zum einen verschiedene Infomaterialien und Broschüren rund um das Thema Asphalt. Und zum anderen gibt der Verband die Fachzeitschrift asphalt heraus. Sie ist das offizielle Organ des Verbandes (gemeinsam mit dem Deutschen Asphaltinstitut) und erscheint 8 Mal im Jahr mit einer Druckauflage von 5900 Exemplaren (Stand 2022). Mitgliedsunternehmen erhalten die Zeitschrift kostenlos, aber auch andere Unternehmen und Dienstleister aus dem Bau- und Asphaltbereich sowie Straßenbauverwaltungen, Ingenieurbüros und Hochschulen abonnieren die Zeitschrift. Sie beinhaltet praxisnahe Fachartikel, Berichte und Reportagen zu verschiedenen Bereichen wie Wirtschaft, Verkehrspolitik, Maschinentechnik, Lärmreduzierung, Normung, Arbeitssicherheit und Gesundheitsschutz.